# Konzentrat
Ein Konzentrat, besonders bei Flüssigkeiten auch Essenz (lateinisch essentia Wesenheit, Wesen, vor allem seit dem 17. Jahrhundert Bezeichnung für einen flüssigen, konzentrierten Auszug von Arzneidrogen), ist ein Stoff – ein Pulver bzw. eine Flüssigkeit – ohne oder mit einem geringen Anteil an zusätzlichen Füllstoffen, im Falle einer Flüssigkeit von Lösungsmitteln. Vor einer Verwendung des Konzentrates wird dann das ursprüngliche Volumen durch erneute Zugabe des Füllstoffes bzw. des Lösungsmittels wiederhergestellt.
Ein Vorteil sind die reduzierten Transportkosten, wenn große Mengen, z. B. bei gepressten Fruchtsäften, aus den Erzeuger- in die Verbraucherländer befördert werden müssen (Dicksaft). Auch sind viele Konzentrate besser lagerfähig und benötigen einen geringeren Verpackungsaufwand.
Um ein Konzentrat zu erzeugen, muss der Füllstoff beziehungsweise das Lösungsmittel aus dem ursprünglichen Gemisch entfernt werden. Bei Feststoffen geschieht dies durch Gefriertrocknung oder Zentrifugieren. In diesen Fällen ist das Konzentrat, ebenso wie das ursprüngliche Gemenge, ein Feststoff. Analog hierzu ist es möglich, Flüssigkeiten durch Einkochen oder Destillation zu konzentrierten Flüssigkeiten zu verarbeiten. Durch Trocknung kann ein ursprünglich flüssiger Stoff in einen festen Stoff überführt werden, z. B. löslicher Kaffee.
Bei Membranfiltrationen wie zum Beispiel Umkehrosmose oder Nanofiltration wird die zurückgehaltene Phase, die die aufkonzentrierten Inhaltsstoffe enthält, als Konzentrat oder Retentat bezeichnet.